# Graduate School of Economics, Finance, and Management
Die Graduate School of Economics, Finance, and Management (GSEFM) ist eine gemeinsame Graduiertenschule der Hochschulen Johann Wolfgang Goethe-Universität Frankfurt am Main, Johannes Gutenberg-Universität Mainz und Technische Universität Darmstadt, die quantitative und forschungsorientierte Doktorandenprogramme anbietet.

## Struktur
Die GSEFM hat ihren Sitz im House of Finance auf dem Campus Westend der Goethe-Universität Frankfurt. Sie wurde im Jahr 2008 gegründet und bietet mehrere Ph.D.- und Masterprogramme an, die nach angelsächsischem Vorbild zunächst eine Kursphase vorsehen, bevor mit dem Schreiben der Doktorarbeit/Thesis begonnen wird. Der Unterricht findet ausschließlich auf Englisch statt. Der verliehene Titel ist der "Philosophiae Doctor (Ph.D.)".

## Promotionsprogramme
- Ph.D. in Economics
- Ph.D. in Finance
- Doctorate/Ph.D. Program in Law and Economics
- Ph.D. in Management
- Ph.D. in Marketing